# Spinellus
Spinellus es un género de hongos de la familia Phycomycetaceae. Los hongos de este género son mohos que parasitan a las setas de los géneros  Mycena, Collybia, Amanita, Gymnopus y Hygrophorus. El género fue circunscrito por el micólogo Phillippe Edouard Leon van Tieghem en 1875.
Durante la fase reproductiva de su ciclo de vida, el moho crece sobre el sombrero de la seta huésped y finalmente se abre paso para producir tallos reproductores radiantes (esporangióforos) con estructuras esféricas y terminales que contienen esporas, diminutas y esféricas, llamadas esporangios. En última instancia las esporas de los esporangios se liberan después de la ruptura de la pared esporanial externa dispersándose pasivamente a nuevas ubicaciones a través del viento, el agua y los insectos. Los esporangios contienen mitosporas no móviles conocidas como aplanosporas. Las especies son homotálicas, una condición donde las zigosporas sexuales pueden producirse por unión de ramas del mismo micelio y por tanto pueden producirse por el crecimiento de una sola espora.

## Imágenes

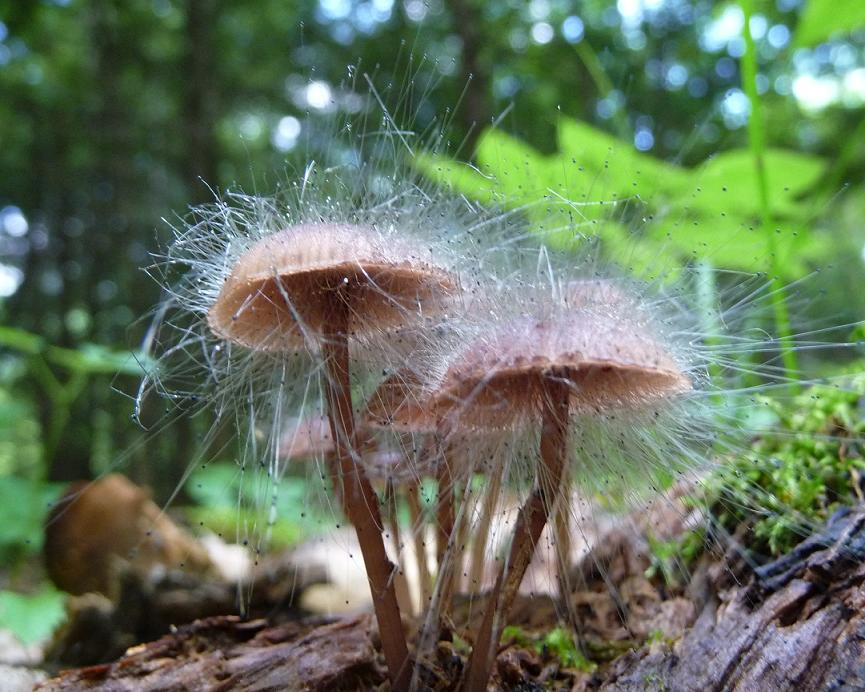
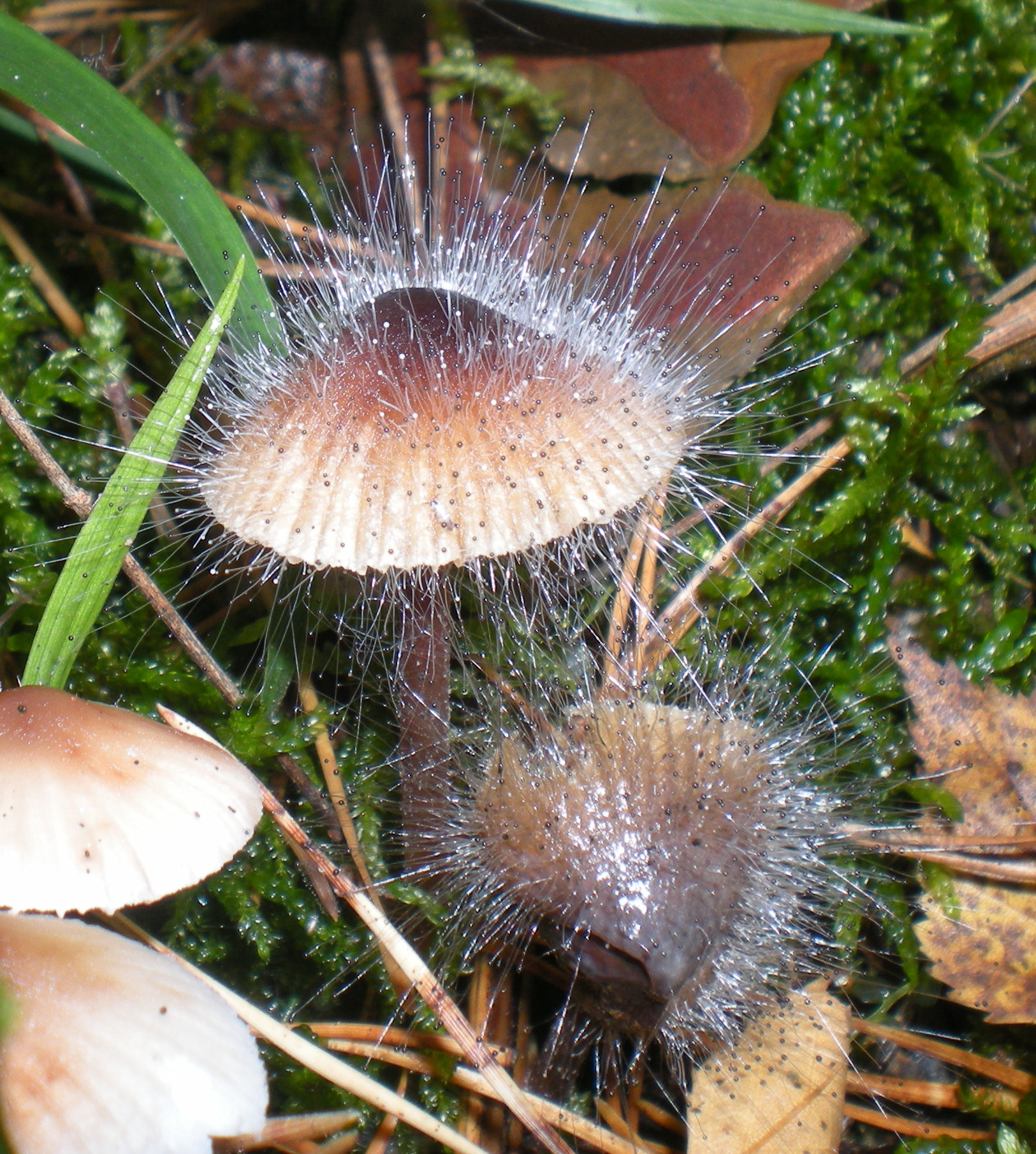
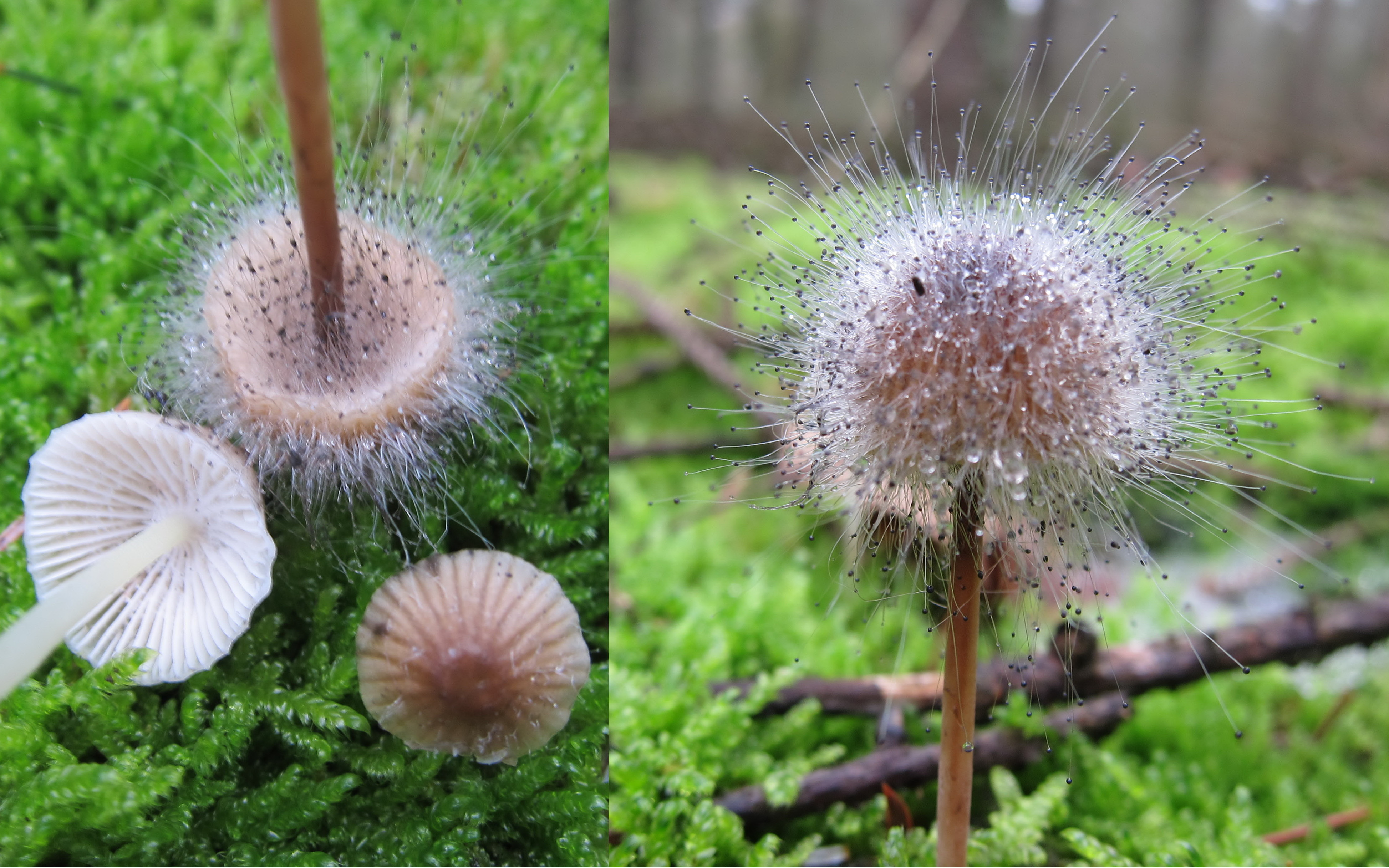
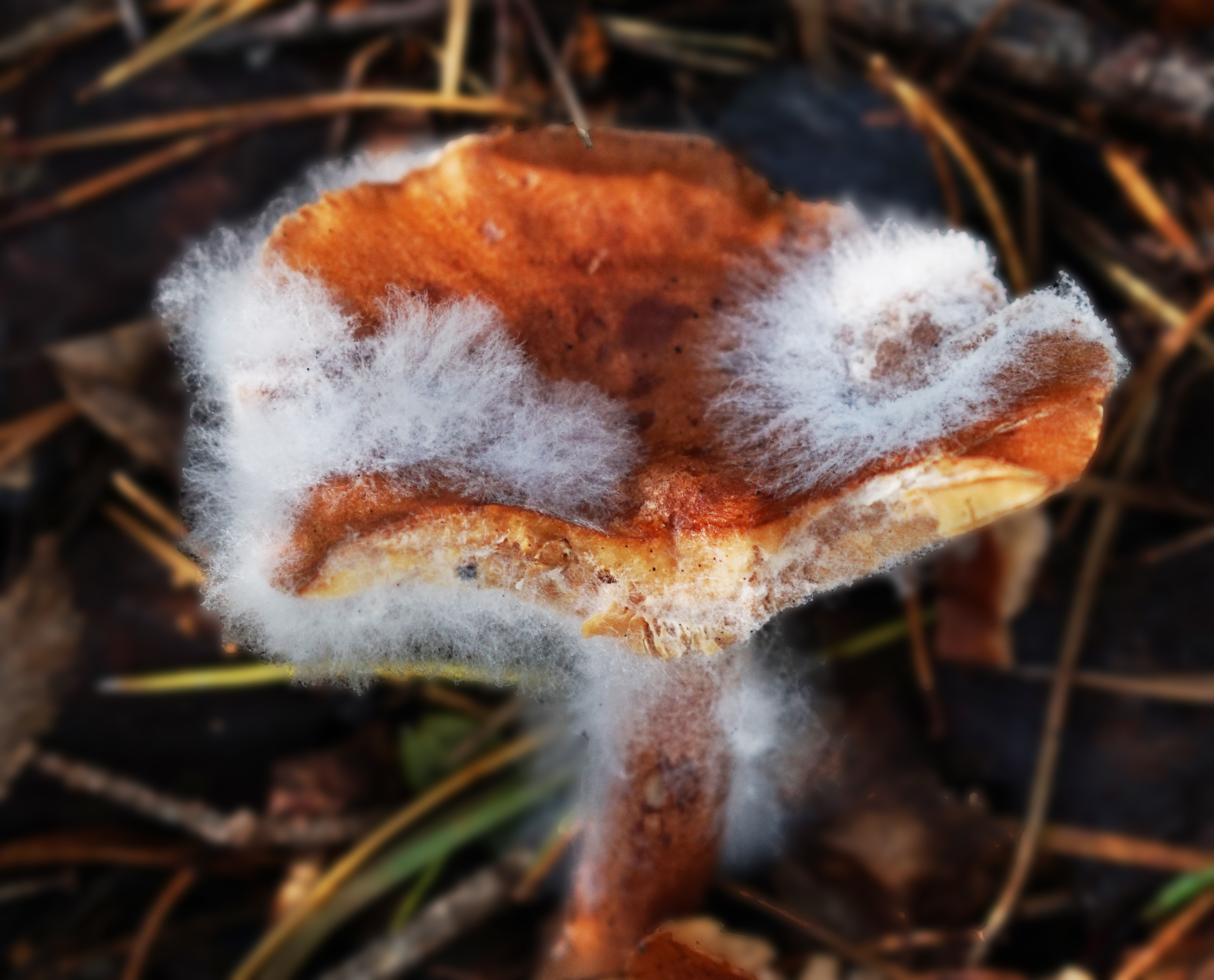

## Especies
Se han descrito tres especies:
- Spinellus chalybeus
- Spinellus fusiger
- Spinellus sphaerosporus